# ドナタス・バニオニス
ドナタス・バニオニス（Donatas Banionis, 1924年4月28日 - 2014年9月4日）リトアニアのカウナス出身の俳優。

## 略歴
1924年、ソ連併合前のリトアニアのカウナスに生まれる（1940年にリトアニアはソ連に併合される）。10代から有名なリトアニアの劇場の舞台に立つ。1950年代後半から映画にも出演しはじめ、ソ連で人気の俳優となる。日本ではアンドレイ・タルコフスキー監督作品『惑星ソラリス』の主人公である心理学者役で知られている。
その他の代表作は、『情熱の生涯ゴヤ』では悩める宮廷画家ゴヤを、『人間ベートーベン』ではドイツの大作曲家ベートーヴェンをそれぞれ演じた。また、ニューヨークを舞台にしたアメリカ映画で、1969年から84年までの長期に渡って撮影が続けられた異色作『時を数えて、砂漠に立つ』では、監督・脚本・撮影クルーの一員として参加したことでも知られる。2000年代以降もヨーロッパやカナダを中心に夥しい数の作品に出演し、個性的な名バイプレイヤーとして親しまれていた。
2014年9月4日、リトアニアのヴィリニュスにて、脳卒中のため死去。

## 作品
- SOS北極.../赤いテント Krasnaya palatka (1969)
- 時を数えて、砂漠に立つ He Stands in a Desert Counting the Seconds of his Life （1969~1984）
- リア王 Korol Lir (1970)
- 情熱の生涯ゴヤ Goya - oder Der arge Weg der Erkenntnis (1971)
- 惑星ソラリス Solaris (1972)
- 人間ベートーベン Beethoven - Tage aus einem Leben  (1976)